# With Love and Hisses
With Love and Hisses är en amerikansk stumfilm från 1927 regisserad av Fred Guiol.

## Handling
Soldaten Cuthbert Hope är värvad i armén och gör tillvaron besvärlig både för sig själv och för sin barske sergeant Banner. Eftersom Hope inte är världens smartaste människa går han även kapten Bustle på nerverna.

## Om filmen
I filmen medverkar Stan Laurel och Oliver Hardy som senare kom att bli kända som komikerduon Helan och Halvan, men som här inte uppträder som duo.
Delar av filmens manus återanvändes i Helan och Halvans senare långfilmer Här vilar inga lessamheter som utkom 1932, I kronans kläder som utkom 1935 och Malajer på krigsstigen som utkom 1941, varav den sistnämnde är den första film som duon gjorde som inte var producerad av Hal Roach.
Filmen har givits ut på DVD och Blu-ray.

## Rollista (i urval)
- Stan Laurel – Cuthbert Hope
- Oliver Hardy – Sergeant Banner
- James Finlayson – Kapten Bustle
- Anita Garvin – Bustles första flickvän
- Eve Southern – Bustles andra flickvän
- Viola Richard – kvinna på station
- Frank Brownlee – överste Rohrer
- Charlie Hall – soldat
- Chet Brandenburg – nybörjarsoldat[1]